# Janówka (dopływ Uherki)
Janówka – struga, lewoboczny dopływ Uherki o długości 5,37 km i powierzchni zlewni 21,78 km².
Źródła strugi znajdują się w torfowisku Sobowice, położonym pomiędzy wsiami Rudka i Zawadówka. Następnie wpływa do Chełma i przepływa pod mostem na ul. Metalowej, by po kilkuset metrach wpaść do Uherki.